# Christiane Karg

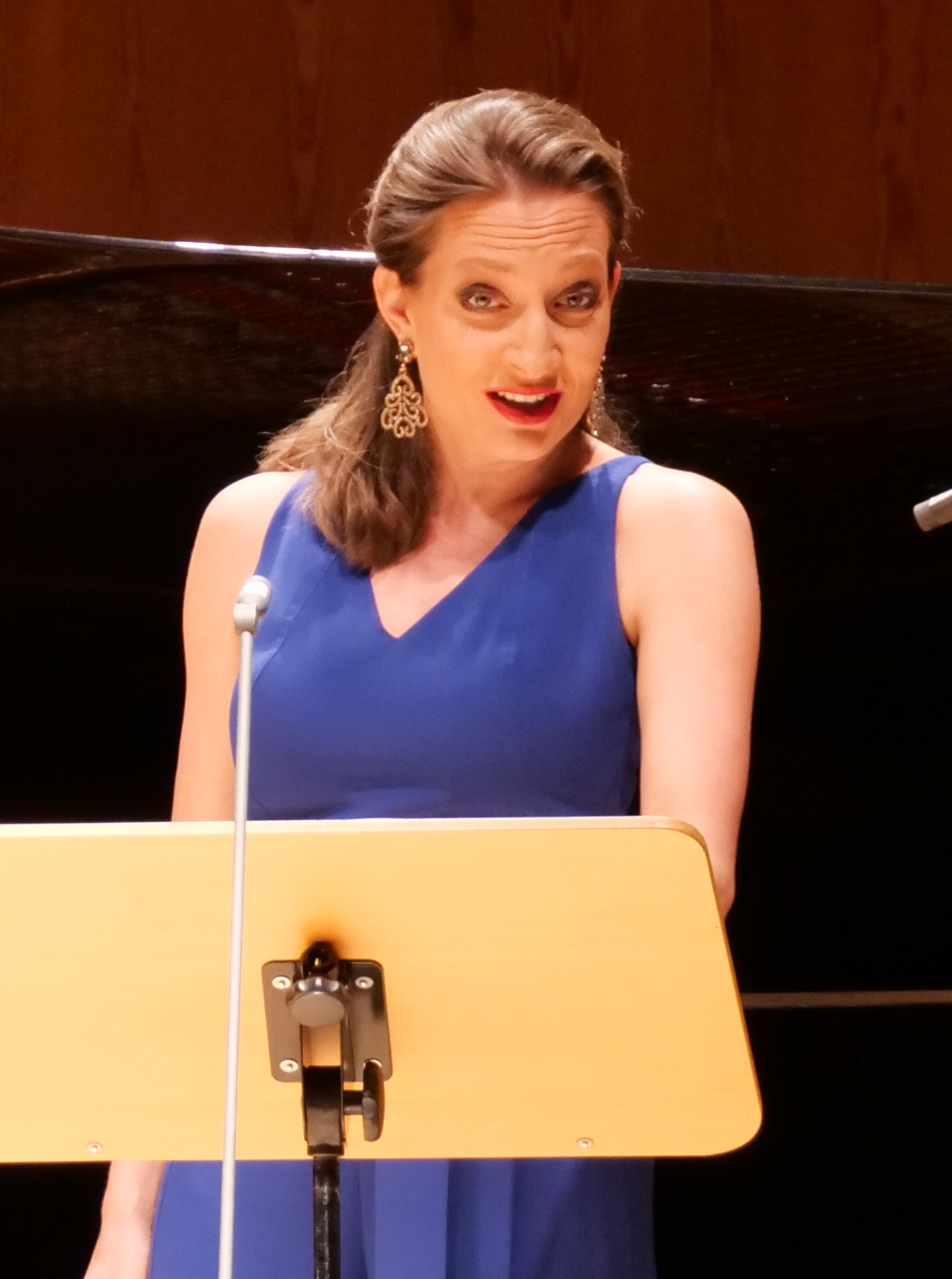
Christiane Karg (2019)

Christiane Karg (* 6. August 1980 in Feuchtwangen) ist eine deutsche Opern-, Lied-, Konzert- und Oratoriensängerin (Sopran).

## Leben
Christiane Karg ist die älteste von drei Töchtern des Feuchtwanger Konditormeisters Friedrich Karg und dessen Ehefrau Helga, die ihre Kinder früh an die Musikkultur heranführten. So bekam Christiane Karg bereits in jungen Jahren Klavier- und Flötenunterricht und besuchte Opernvorstellungen. Ab dem Alter von 14 Jahren erhielt sie Gesangsunterricht. In den Jahren 1994 und 1996 gewann sie den bayerischen Landespreis für Gesang. Im Rahmen des Wettbewerbes Jugend musiziert  errang sie in der Kategorie Alte Musik den Bundespreis.
Nach dem Abitur studierte Christiane Karg am Mozarteum Salzburg Gesang bei Heiner Hopfner und absolvierte darüber hinaus die Liedklasse bei Wolfgang Holzmair. Es folgte ein halbes Jahr Aufenthalt am Konservatorium in Verona, wo sie sich im italienischen Repertoire weiterbildete. Im Januar 2008 schloss sie am Mozarteum ihr Studium Oper/Musiktheater ab und wurde dafür mit der Lilli Lehmann-Medaille ausgezeichnet. Karg absolvierte Meisterkurse unter anderem bei Grace Bumbry, Robert Holl, Mirella Freni, Ann Murray.
Im Jahr 2006 debütierte Christiane Karg bei den Salzburger Festspielen mit den Mozart-Partien der Melia in Apollo und Hyacinth und des Weltgeistes in Die Schuldigkeit des ersten Gebots. Ebenfalls bei den Festspielen trat sie ein Jahr später als Madame Silberklang in Der Schauspieldirektor sowie als Bastienne in Bastien und Bastienne auf.
Nach einem Engagement am Hamburger Opernstudio wechselte die Sopranistin zu Beginn der Spielzeit 2008/2009 an die Oper Frankfurt. Hier sang sie unter anderem die Susanna in Le nozze di Figaro, die Musetta in La Bohème die Mélisande in Pelléas et Mélisande und die Pamina in Die Zauberflöte. Des Weiteren gastierte Christiane Karg am Theater an der Wien als Ismene in Mitridate, an der Bayerischen Staatsoper in München als Ighino in der Oper Palestrina (unter Simone Young), an der Komischen Oper Berlin als Musetta in La Bohème sowie als Norina in Don Pasquale. Im Jahr 2010 trat Karg bei den Salzburger Festspielen als Amor in Orpheus und Eurydike unter der Leitung von Riccardo Muti auf. Im Oktober 2011 sang sie die Anne Truelove in The Rake’s Progress an der Opéra de Lille.
Christiane Karg tritt auch als Konzert-, Lied- und Oratoriensängerin auf. Zu ihrem Repertoire gehören unter anderem Werke von Johann Sebastian Bach, Georg Friedrich Händel, Wolfgang Amadeus Mozart, Joseph Haydn, Franz Schubert, Giovanni Battista Pergolesi, Felix Mendelssohn Bartholdy sowie Gustav Mahler. Sie gastierte mit dem Orchester des Schleswig-Holstein Musik Festivals und Georg Friedrich Händels Messiah in Spanien und Brasilien sowie mit Carl Maria von Webers L’accoglienza an der Semperoper in Dresden.
Konzerte im Rahmen von Musikfestivals unter der Leitung von Enoch zu Guttenberg, Claus Peter Flor oder Nikolaus Harnoncourt führten Christiane Karg nach Augsburg, Nürnberg, Salzburg, München, Röttingen und Herrenchiemsee. Liederabende gab sie beim Schleswig-Holstein Musikfestival, bei den Niedersächsischen Musiktagen, beim Heidelberger Frühling, bei der Schubertiade Vilabertran, in der Kölner Philharmonie, im Wiener Musikverein u. a. m. Mit dem Windsbacher Knabenchor veranstaltete sie im Dezember 2009 eine Weihnachtstournee.
Im Jahr 2012 war Christiane Karg als Solistin zusammen mit dem NDR Sinfonieorchester beim Eröffnungskonzert des Schleswig-Holstein Musik Festivals zu hören. Auf dem Spielplan stand Edvard Griegs Peer Gynt in einer Fassung des österreichischen Schauspielers Klaus Maria Brandauer unter der Leitung von Thomas Hengelbrock. Das Konzert fand in der Musik- und Kongresshalle Lübeck statt.
Seit 2014 konzipiert und verantwortet Christiane Karg als künstlerische Leiterin das in Feuchtwangen stattfindende Festival KunstKlang, eine eigene Konzertreihe an wechselnden Orten in ihrer Heimatstadt. Außerdem setzt sie sich engagiert mit ihrem Projekt be part of it! – Musik für Alle für die Musikvermittlung bei Kindern und Jugendlichen ein.
Im April 2018 wurde ihr der Brahmspreis der Brahms-Gesellschaft Schleswig-Holstein e. V. verliehen.

## Auszeichnungen
- 2007: Preisträgerin Neue Stimmen[5]
- 2008: Sonderpreis beim Internationalen Gesangswettbewerb „Francisco Viñas“ in Barcelona  (Kategorie Lied/Oratorium)
- 2008: Förderpreis der Hamel-Stiftung, Hannover
- 2009: Nachwuchskünstlerin des Jahres 2009[6]
- 2010: Preisträgerin des ECHO Klassik 2010 in der Kategorie „Nachwuchskünstler“, Sparte „Gesang“[7]
- 2018: Brahmspreis
- 2023: Bayerischer Verdienstorden[8]

## Diskografie  (Auswahl)
- Felix Mendelssohn Bartholdy, Lobgesang. Symphonie-Kantate op. 52, Deutsche Kammerphilharmonie Bremen, Leitung: Frieder Bernius (Carus Verlag CV 83.213/00)
- Verwandlung – Lieder eines Jahres, Christiane Karg, Sopran – Burkhard Kehring, Klavier (Berlin Classics 782124166229)
- Amoretti – Arien von Mozart, Gluck und Grétry, Leitung: Jonathan Cohen (Berlin Classics 85470003894)
- Richard Strauss, Heimliche Aufforderung, Christiane Karg, Sopran – Malcolm Martineau, Klavier (Berlin Classics 0300566BC)
- Wenn ich ein Vöglein wär. Deutsche Volkslieder (Sony)
- Scene! – Konzertarien von Beethoven, Mozart, Haydn und Mendelssohn; mit Arcangelo, Leitung: Jonathan Cohen; Malcolm Martineau, Hammerflügel; Alina Pogotskina, Violine (Berlin Classics 0300646BC)
- Parfum – Lieder von Maurice Ravel, Claude Debussy, Benjamin Britten, Charles Koechlin und Henri Duparc; Bamberger Symphoniker, Leitung, David Afkham (Berlin Classics 0300832BC)

## DVD
- Wolfgang Amadeus Mozart, Die Schuldigkeit des ersten Gebotes (Deutsche Grammophon 000440 073 4253 4)
- Hans Pfitzner: Oper Palestrina.  Regie Christian Stückl, musikalische Leitung Simone Young, Bayerisches Staatsorchester, Aufführung Münchener Nationaltheater 2010. DVD Unitel.